# Арабкір
40°12′28″ пн. ш. 44°30′21″ сх. д. / 40.207777777778° пн. ш. 44.505833333333° сх. д.
Ара́бкір (вірм. Արաբկիր վարչական շրջան) — один з 12 районів Єревана, столиці Республіки Вірменія. Розташований на північ від центру міста, Арабкір межує з районом Давташен на північному заході, районом Ачапняк на заході, районом Кентрон на півдні та районом Канакер-Зейтун на сході. Річка Раздан утворює природний кордон району з півночі й заходу. На півночі Арабкір межує з громадою Канакераван провінції Котайк.

## Музеї
- Геологічний музей імені Ованеса Карапетяна (1937)
- Музей історії медицини Вірменії (1978)
- Музей Ґаленца (2010)
- Інтерактивний науковий музей «Маленький Айнштайн» (2016)

## Заклади освіти
Станом на 2016-2017 рік у районі функціонує 21 державна школа, а також 6 приватних шкіл, серед яких відома школа «Айб». У районі також працюють 2 професійно-технічні училища.
У районі функціонує багато вищих навчальних закладів, у тому числі:
- Американський університет Вірменії
- Російсько-Вірменський державний слов'янський університет
- Єреванський науково-дослідний інститут математичних машин
- Єреванський університет управління

Єреванський державний гуманітарний коледж, заснований у 1881 році, є одним з найстаріших дослідницьких та освітніх закладів сучасної Вірменії. Наразі його штаб-квартира знаходиться в місті Арабкір.

## Міжнародні зв'язки
Адміністрація Арабкирського району уклала низку офіційних угод про співпрацю з багатьма європейськими меріями, зокрема:
- Ле-Плессі-Робенсон, Париж, Франція, з 2005 року[3].
- Центральний район, Рига, Латвія, з 2006 року.
- Дерн, Антверпен, Бельгія, з 2006 року.
- Шишлі, Стамбул, Туреччина, з 2006 року.